# Рюмина
Рюмина — река в России, протекает по Ростовскому, Борисоглебскому и Гаврилов-Ямскому районам Ярославской области. Длина реки — 16 км, площадь водосборного бассейна — 46,1 км².
Исток к северу от деревни Настасьино, течёт в основном на юг, через деревни Техтемерово, Костенчугово, Тарандаево, Таковая. Устье реки находится в 2 км по левому берегу реки Могзы, между деревнями Строганово и Солонино.

## Данные водного реестра
По данным государственного водного реестра России относится к Верхневолжскому бассейновому округу, водохозяйственный участок реки — Волга от Рыбинского гидроузла до города Кострома, без реки Кострома от истока до водомерного поста у деревни Исады, речной подбассейн реки — Волга ниже Рыбинского водохранилища до впадения Оки. Речной бассейн реки — (Верхняя) Волга до Куйбышевского водохранилища (без бассейна Оки).
Код объекта в государственном водном реестре — 08010300212110000010934.